# トマス・ウールストン
トマス・ウールストン (Thomas Woolston、1668年11月洗礼 - 1733年1月27日)はイギリスの神学者。理神論ともされるが、聖公会の非正統的神学者であった。

## 生涯
ノーサンプトンに富裕商人の家に生まれた。ケンブリッジ大学シドニーサセックスカレッジで神学を習得し、フェローとなった。
オリゲネスと初期教父を研究し、聖典のアレゴリー的または霊性的解釈に取り掛かった。1705年の著作The Old Apology for the Truth of the Christian Religion against the Jews and Gentiles Revived（『ユダヤ人と復活した異邦人に対するキリスト教の真実のための古い弁明』）およびキリスト教に関する著作や説教で、同時代の聖職者による字義通りの解釈を批判した。ウールストンは1705年以来の著作やパンフレットでユダヤ人は「騒音と悪臭の根本」であり、「世界はユダヤ人の毒に満ちている」と論じた。
1720-1721年、聖職者への挑戦を込めた書簡とパンフレットを発表し、トラブルとなり、フェローを退職し、精神に錯乱をきたした。
1721年以降は主にロンドンに住み、兄弟からの年£30の小遣いで生活した。
The Moderator between an Infidel and an Apostate (1725, 3rd ed. 1729)での理神論的な論考を発表した。
Anthony Collinsも新約聖書は旧約聖書に基づくと主張し、イエスのメシア性の証拠として引用される預言は字義通りでなく寓意的（アレゴリカル）に解釈せねばならないと主張した。寓意的解釈を放棄した聖職者は背教者であるとした。
ウールストンはキリストの復活などの新約聖書で書かれた奇跡を証拠とすることを絶対的に否定し、それらはすべて寓意的または霊性的に解釈すべきだと主張した。2年後、裁判調停を受け入れたウールストンは同じ問題を再論した Discoursesで裁判長に訴えた。裁判での反論はザカリ・パース、トマス・シャーロック、ナサニエル・ラードナーが行った。裁判の結果、冒涜罪として有罪となり、ウールストンは各巻£25の罰金が課せられ、支払いが終了するまで収監された。監獄生活は安全で快適であったため、ウールストンは死ぬまで収監された。

## 影響
ウールストンの著作は何万部も刷られ、フランスのヴォルテールはウールストンの著作を典拠にした。

## 著作
- The Old Apology for the Truth of the Christian Religion against the Jews and Gentiles Revived (1705)（『ユダヤ人と復活した異邦人に対するキリスト教の真実のための古い弁明』）
- The Moderator between an Infidel and an Apostate (1725)
- The Discourses, the first appearing in 1727, the next five 1728-1729, with two Defences in 1729 1730.